# Вікторин (Мазовецьке воєводство)
Вікторин (пол. Wiktoryn) — село в Польщі, у гміні Затори Пултуського повіту Мазовецького воєводства.
Населення — 91 особа (2011).
У 1975-1998 роках село належало до Остроленцького воєводства.

## Демографія
Демографічна структура станом на 31 березня 2011 року:
|          | Загалом | Допрацездатний вік | Працездатний вік | Постпрацездатний вік |
| -------- | ------- | ------------------ | ---------------- | -------------------- |
| Чоловіки | 44      | 7                  | 35               | 2                    |
| Жінки    | 47      | 10                 | 28               | 9                    |
| Разом    | 91      | 17                 | 63               | 11                   |